# Schizotorenia finetiana
Schizotorenia finetiana är en tvåhjärtbladig växtart som först beskrevs av Boneti, och fick sitt nu gällande namn av T. Yamazaki. Schizotorenia finetiana ingår i släktet Schizotorenia och familjen Linderniaceae. Inga underarter finns listade i Catalogue of Life.